# Peter Andrews
Peter John Andrews (* 31. Januar 1940 in São Paulo, Brasilien) ist ein britischer Paläoanthropologe. Er war von 1974 bis 2000 am Natural History Museum in London tätig und wurde 1996 Honorarprofessor des University College London. Ab dem Jahr 2000 war er zudem Kurator am Blandford Museum in Dorset.

## Leben
Andrews studierte zunächst bis zum Bachelor-Abschluss (1961) Forstwissenschaft an der University of Aberdeen und erwarb 1963 an der University of Toronto im gleichen Studienfach den Master-Grad. Von 1964 bis 1967 war er für das Forstministerium in Kenia tätig. Zurückgekehrt nach England begann Andrews ein Zweitstudium im Fach Anthropologie an der University of Cambridge, wo er 1972 einen zweiten Magister-Grad und 1973 den Doktor-Grad mit einer Studie über ostafrikanische Primaten des Miozäns erwarb; während dieser Zeit war er 1969/70 als wissenschaftlicher Mitarbeiter für Louis Leakey in Kenia tätig. Nach einem neuerlichen Aufenthalt (1973/74) am Nairobi National Museum begann er 1974 seine Tätigkeit am Natural History Museum in London und – nach seiner Pensionierung – im Jahr 2000 am Blandford Museum in Dorset.
Peter Andrews ist unter anderem Mitglied der Linnean Society of London, der Cambridge Philosophical Society und der Primate Society of Great Britain. Für English Heritage ist er als Gutachter tätig. Zu seinen Schülern zählten unter anderem Terry Harrison und Louise Leakey.

## Forschung
Aufgrund seines zweifachen Studiums ist Peter Andrews in mehreren, aneinander angrenzenden Fachgebieten tätig. Nach diversen Forschungsaufenthalten in Afrika erforschte er unter anderem die Stammesgeschichte der Orang-Utans sowie fossile Primaten bei Paşalar in der Türkei. Zu seinen zahlreichen Publikationen gehört unter anderem die Erstbeschreibung von Kenyapithecus kizili aus Paşalar und von Proconsul meswae aus Kenia. Ferner gilt er als Experte auf dem Gebiet der Fossilisationslehre (Taphonomie) und hat über Themen aus dem Gebiet der Paläoökologie publiziert.
Gemeinsam mit Chris Stringer publizierte er 1988 in der Fachzeitschrift Nature eine einflussreiche Studie, in der erstmals die Fossilien aus dem Formenkreis der Gattung Homo mit den 1987 publizierten genetischen Daten zur sogenannten mitochondrialen Eva in Beziehung gesetzt wurden. Auf diese Weise wurde die Out-of-Africa-Theorie zur Entstehung des modernen Menschen (Homo sapiens) durch eine von den anatomischen Befunden unabhängige Methode abgesichert.

## Ehrungen
- 1997: Prinz-von-Asturien-Preis (als Mitglied des Atapuerca-Teams)
- 1989: Medaille der Universität Helsinki

## Buchveröffentlichungen (Auswahl)
- mit Jens L. Franzen (Hrsg.): The Early Evolution of Man. With Special Emphasis on Southeast Asia and Africa. Senckenberg naturforschende Gesellschaft, Frankfurt am Main 1984, ISBN 978-3-924500-05-4; zugleich: Courier Forschungsinstitut Senckenberg. Band 69, 1984, S. 1–277.
- mit Chris Stringer: Human Evolution. An Illustrated Guide. The British Museum and the Press Syndicate of the University of Cambridge, Cambridge 1989, ISBN 978-0-521-38824-5.
- Owls, Caves, and Fossils: Predation, Preservation, and Accumulation of Small Mammal Bones in Caves. University of Chicago Press, 1990, ISBN 978-0-226-02037-2.
- An Ape’s View of Human Evolution. Cambridge University Press, Cambridge und New York 2016, ISBN 978-1-316-18093-8.

## Belege
1. ↑  Peter Andrews: Miocene Primates (Pongidae, Hylobatidae) of East Africa. Dissertation, Cambridge University 1973.
2. ↑  Peter Andrews, John E. Cronin: The relationships of Sivapithecus and Ramapithecus and the evolution of the orang-utan. In: Nature. Band 297, 1982, S. 541–546, doi:10.1038/297541a0. Nachgedruckt in: Russell L. Ciochon, John G. Fleagle (Hrsg.): Primate Evolution and Human Origins. Aldine de Gruyter, New York 1987, ISBN 0-202-01175-5, S. 238–243.
3. ↑  Jay Kelley, Peter Andrews, Berna Alpagut: A new hominoid species from the middle Miocene site of Paşalar, Turkey. In: Journal of Human Evolution. Band 54, Nr. 4, 2008, S. 455–479, doi:10.1016/j.jhevol.2007.08.007.
4. ↑  Terry Harrison, Peter Andrews: The anatomy and systematic position of the early Miocene proconsulid from Meswa Bridge, Kenya. In: Journal of Human Evolution. Band 56, Nr. 5, 2009, S. 479–496, doi:10.1016/j.jhevol.2009.02.005.
5. ↑  Peter Andrews: Taphonomic effects of faunal impoverishment and faunal mixing. In: Palaeogeography, Palaeoclimatology, Palaeoecology. Band 241, Nr. 3–4, 2006, S. 572–589, doi:10.1016/j.palaeo.2006.04.012.
6. ↑  Chris Stringer, Peter Andrews: Genetic and Fossil Evidence for the Origin of Modern Humans. In: Science. Band 239, Nr. 4845, 1988, S. 1263–1268, doi:10.1126/science.3125610.
7. ↑  Rebecca L. Cann et al.: Mitochondrial DNA and human evolution. In: Nature. Band 325, 1987, S. 31–36, doi:10.1038/325031a0.

| Personendaten    | Personendaten                            |
| ---------------- | ---------------------------------------- |
| NAME             | Andrews, Peter                           |
| ALTERNATIVNAMEN  | Andrews, Peter John (vollständiger Name) |
| KURZBESCHREIBUNG | britischer Paläoanthropologe             |
| GEBURTSDATUM     | 31. Januar 1940                          |
| GEBURTSORT       | São Paulo, Brasilien                     |